# Hombre Muerto No Sabe Vivir
Hombre muerto no sabe vivir es una película española de cine negro, ópera prima del director y productor Ezekiel Montes. Fue distribuida por Filmax y estrenada en cines el 2 de julio de 2021. El filme estuvo seleccionado en la sección oficial a concurso del Festival de Málaga. También fue elegida en la categoría Made in Spain del Festival Internacional de Cine de San Sebastián que selecciona lo mejor del cine español cada año.
En 2022 obtuvo ocho nominaciones en la primera edición de los Premios Carmen de la Academia de Cine de Andalucía, logrando con dos galardones: Mejor actor protagonista para Antonio Dechent y Mejores Efectos especiales para Eduardo Pérez, Juan Ventura y Víctor Alcalá.
Protagonizado por Antonio Dechent, Rubén Ochandiano, Elena Martínez, Jesús Castro, Paco Tous, Nancho Novo y Manuel de Blas, el largometraje se rodó en Andalucía, en Málaga, Cádiz y Marbella. Producida por 73140323 PC con la participación de Orange TV, es distribuida por Filmax, que también se encarga de las ventas internacionales.

## Argumento
Tano ha trabajado toda su vida para Manuel, un empresario de la construcción que en épocas mejores controló toda la ciudad. Ahora, ya en la vejez, Tano ve cómo Manuel no puede llevar la empresa, y toda la estructura se enfrenta a un cambio generacional, a nueva gente, nuevos negocios, nueva forma de llevar la empresa... pero la misma violencia de siempre.

## Comentarios
En palabras del propio director, Hombre muerto no sabe vivir es una de las apuestas más arriesgadas del cine del 2021. Es una película de acción pero principalmente es una historia de personajes, pegada a la realidad y crueldad de este ambiente. La película habla de lealtad, de unos valores que la sociedad está perdiendo, de una época que ya no existe.

## Reparto
- Antonio Dechent - Tano
- Rubén Ochandiano - Ángel
- Elena Martínez - Aitana
- Jesús Castro  - Trujillo
- Paco Tous - Eduardo
- Nancho Novo - Paul
- Juanma Lara - McCoy
- Roberto García - Roberto
- Manolo Caro - Maita
- Juan Fernández - Juan
- Manuel de Blas - Manuel
- Jose Laure - Nolasco
- Jesús Rodríguez - Chule
- Justo Rodríguez - Sabio

## Premios
Premios Carmen de la Academia de Cine de Andalucía
| Año  | Categoría                  | Película                                    | Resultado |
| ---- | -------------------------- | ------------------------------------------- | --------- |
| 2022 | Mejor actor protagonista   | Antonio Dechent                             | Ganador   |
| 2022 | Mejores efectos especiales | Eduardo Pérez, Juan Ventura y Víctor Alcalá | Ganador   |
| 2022 | Mejor actriz revelación    | Elena Martínez                              | Candidato |
| 2022 | Mejor fotografía           | Ezekiel Montes                              | Candidato |
| 2022 | Mejor dirección novel      | Ezekiel Montes                              | Candidato |
| 2022 | Mejor montaje              | José M. G. Moyano                           | Candidato |
| 2022 | Mejor actor de reparto     | Paco Tous                                   | Candidato |
| 2022 | Mejor canción original     | Chelo Soto                                  | Candidato |

Festival de Málaga
| Año  | Categoría       | Película       | Resultado |
| ---- | --------------- | -------------- | --------- |
| 2021 | Mejor productor | Ezekiel Montes | Ganador   |

Premios ASECAN
| Año  | Categoría                | Película        | Resultado |
| ---- | ------------------------ | --------------- | --------- |
| 2021 | Mejor actor protagonista | Antonio Dechent | Ganador   |

Premios Lorca
| Año  | Categoría                | Película          | Resultado |
| ---- | ------------------------ | ----------------- | --------- |
| 2021 | Mejor talento andaluz    | Elena Martínez    | Ganador   |
| 2021 | Mejor actor protagonista | Antonio Dechent   | Ganador   |
| 2021 | Mejor actor de reparto   | Rubén Ochandiano  | Ganador   |
| 2021 | Mejor montaje            | José M. G. Moyano | Ganador   |

Premio Augusto - Festival de Zaragoza
| Año  | Categoría          | Película       | Resultado |
| ---- | ------------------ | -------------- | --------- |
| 2021 | Del corto al largo | Ezekiel Montes | Ganador   |